# Dampleux
Dampleux est une commune française située dans le département de l'Aisne en région Hauts-de-France.

## Géographie

### Communes limitrophes
|                   | Fleury          | Corcy      |
| Villers-Cotterêts | Dampleux        | Faverolles |
|                   | Oigny-en-Valois |            |

### Hydrographie
La commune est située dans le bassin Seine-Normandie. Elle est drainée par le cours d'eau 02 de la commune de Faverolles,.

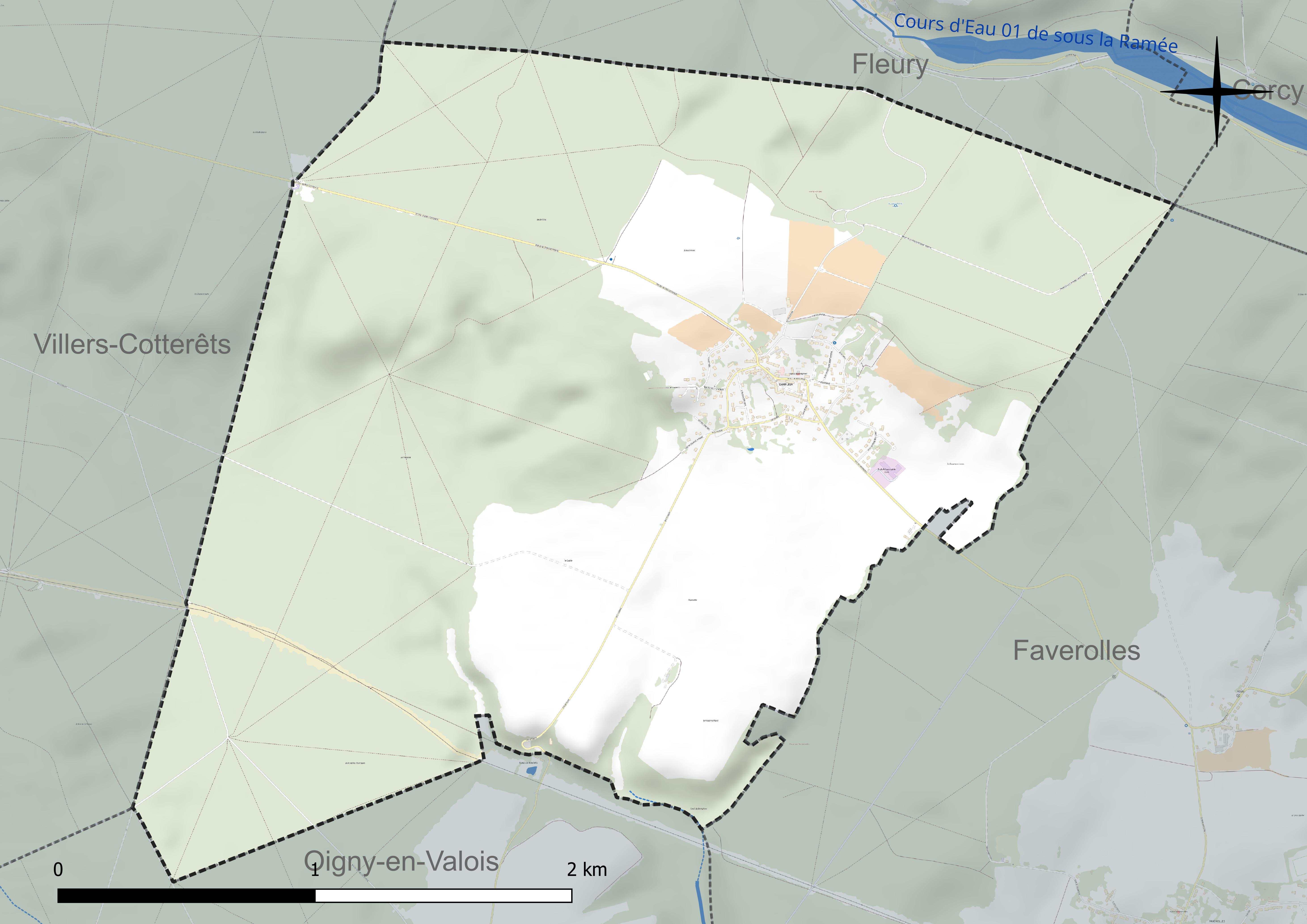
Réseau hydrographique de Dampleux.

### Climat
Pour des articles plus généraux, voir Climat des Hauts-de-France et Climat de l'Aisne.
En 2010, le climat de la commune est de type climat océanique dégradé des plaines du Centre et du Nord, selon une étude du CNRS s'appuyant sur une série de données couvrant la période 1971-2000. En 2020, Météo-France publie une typologie des climats de la France métropolitaine dans laquelle la commune est exposée à un climat océanique altéré et est dans la région climatique Nord-est du bassin Parisien, caractérisée par un ensoleillement médiocre, une pluviométrie moyenne régulièrement répartie au cours de l'année et un hiver froid (3 °C).
Pour la période 1971-2000, la température annuelle moyenne est de 10,3 °C, avec une amplitude thermique annuelle de 15,4 °C. Le cumul annuel moyen de précipitations est de 750 mm, avec 11,8 jours de précipitations en janvier et 8,7 jours en juillet. Pour la période 1991-2020, la température moyenne annuelle observée sur la station météorologique la plus proche, située sur la commune de Braine à 29 km à vol d'oiseau, est de 11,3 °C et le cumul annuel moyen de précipitations est de 662,7 mm,. Pour l'avenir, les paramètres climatiques de la commune estimés pour 2050 selon différents scénarios d'émission de gaz à effet de serre sont consultables sur un site dédié publié par Météo-France en novembre 2022.

## Urbanisme

### Typologie
Au 1er janvier 2024, Dampleux est catégorisée commune rurale à habitat dispersé, selon la nouvelle grille communale de densité à 7 niveaux définie par l'Insee en 2022.
Elle est située hors unité urbaine. Par ailleurs la commune fait partie de l'aire d'attraction de Paris, dont elle est une commune de la couronne,.

### Occupation des sols
L'occupation des sols de la commune, telle qu'elle ressort de la base de données européenne d'occupation biophysique des sols Corine Land Cover (CLC), est marquée par l'importance des forêts et milieux semi-naturels (67,3 % en 2018), une proportion identique à celle de 1990 (67,3 %). La répartition détaillée en 2018 est la suivante : 
forêts (64 %), terres arables (27,5 %), zones urbanisées (5,2 %), milieux à végétation arbustive et/ou herbacée (3,3 %).
L'évolution de l'occupation des sols de la commune et de ses infrastructures peut être observée sur les différentes représentations cartographiques du territoire : la carte de Cassini (XVIIIe siècle), la carte d'état-major (1820-1866) et les cartes ou photos aériennes de l'IGN pour la période actuelle (1950 à aujourd'hui).

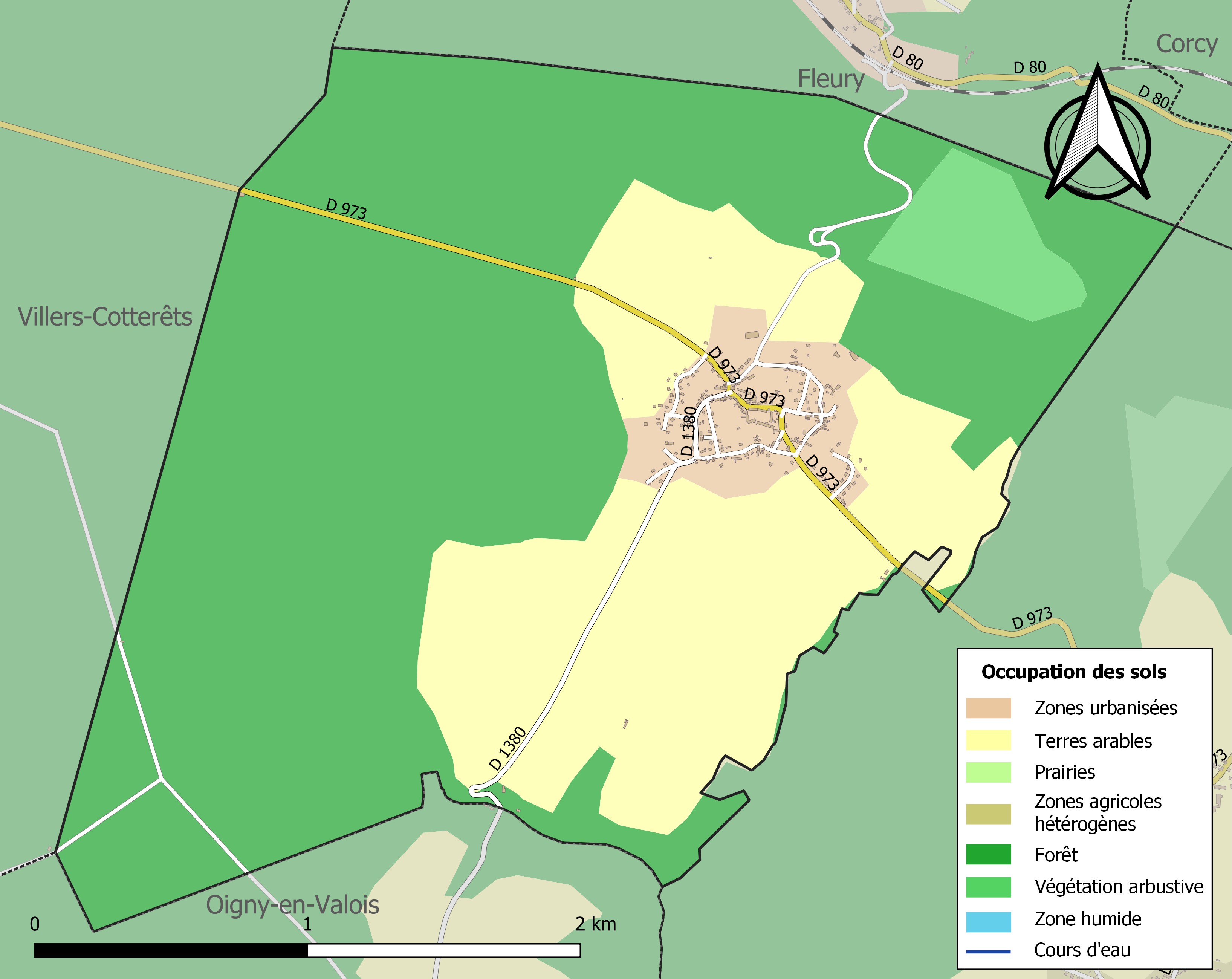
Carte des infrastructures et de l'occupation des sols de la commune en 2018 (CLC).

## Toponymie
Le nom de la localité est attesté sous les formes Damlou (1165), Domnus Lupus (XIIe siècle).
Le nom de Dampleux serait issu de Damlou qui signifierait maître des loups. On peut aussi trouver la variante orthographique « Damleu ».  Certains habitants appellent encore le village Danloup.

Dampleux est un hagiotoponyme caché, autrefois , au lieu de saint, on disait aussi Dom, abrégé du bas latin domnus et du nom de saint Lupus, (Loup de Soissons), en picard leu.

## Politique et administration

### Découpage territorial
La commune de Dampleux est membre de la communauté de communes Retz-en-Valois, un établissement public de coopération intercommunale (EPCI) à fiscalité propre créé le 1er janvier 2017 dont le siège est à Villers-Cotterêts. Ce dernier est par ailleurs membre d'autres groupements intercommunaux.
Sur le plan administratif, elle est rattachée à l'arrondissement de Soissons, au département de l'Aisne et à la région Hauts-de-France. Sur le plan électoral, elle dépend du  canton de Villers-Cotterêts pour l'élection des conseillers départementaux, depuis le redécoupage cantonal de 2014 entré en vigueur en 2015, et de la cinquième circonscription de l'Aisne  pour les élections législatives, depuis le dernier découpage électoral de 2010.

### Administration municipale
| Période                                  | Période   | Identité                  | Étiquette | Qualité                                                       |
| ---------------------------------------- | --------- | ------------------------- | --------- | ------------------------------------------------------------- |
| Les données manquantes sont à compléter. |           |                           |           |                                                               |
| ?                                        | ?         | Émile Lupette (1844-1909) |           | Instituteur                                                   |
|                                          |           |                           |           |                                                               |
| avant 1995                               | mars 2008 | Pierre Brun               | RPR-UMP   | Conseiller général du canton de Villers-Cotterêts (1976-1988) |
| mars 2008                                | mai 2020  | Véronique Malarange       | DVG       | Salariée du secteur médical Réélue pour le mandat 2014-2020   |
| mai 2020                                 | En cours  | Guillaume Seguin          |           |                                                               |

## Population et société

### Démographie
L'évolution du nombre d'habitants est connue à travers les recensements de la population effectués dans la commune depuis 1793. Pour les communes de moins de 10 000 habitants, une enquête de recensement portant sur toute la population est réalisée tous les cinq ans, les populations de référence des années intermédiaires étant quant à elles estimées par interpolation ou extrapolation. Pour la commune, le premier recensement exhaustif entrant dans le cadre du nouveau dispositif a été réalisé en 2008.

En 2022, la commune comptait 378 habitants, en évolution de −5,5 % par rapport à 2016 (Aisne : −1,97 %, France hors Mayotte : +2,11 %).
| 1793 | 1800 | 1806 | 1821 | 1831 | 1836 | 1841 | 1846 | 1851 |
| ---- | ---- | ---- | ---- | ---- | ---- | ---- | ---- | ---- |
| 236  | 270  | 271  | 261  | 256  | 243  | 256  | 280  | 280  |

| 1856 | 1861 | 1866 | 1872 | 1876 | 1881 | 1886 | 1891 | 1896 |
| ---- | ---- | ---- | ---- | ---- | ---- | ---- | ---- | ---- |
| 264  | 281  | 232  | 268  | 287  | 279  | 287  | 300  | 306  |

| 1901 | 1906 | 1911 | 1921 | 1926 | 1931 | 1936 | 1946 | 1954 |
| ---- | ---- | ---- | ---- | ---- | ---- | ---- | ---- | ---- |
| 323  | 320  | 307  | 274  | 274  | 242  | 245  | 264  | 184  |

| 1962 | 1968 | 1975 | 1982 | 1990 | 1999 | 2006 | 2008 | 2013 |
| ---- | ---- | ---- | ---- | ---- | ---- | ---- | ---- | ---- |
| 169  | 149  | 152  | 265  | 345  | 380  | 420  | 431  | 409  |

| 2018 | 2022 | - | - | - | - | - | - | - |
| ---- | ---- | - | - | - | - | - | - | - |
| 396  | 378  | - | - | - | - | - | - | - |

## Culture locale et patrimoine

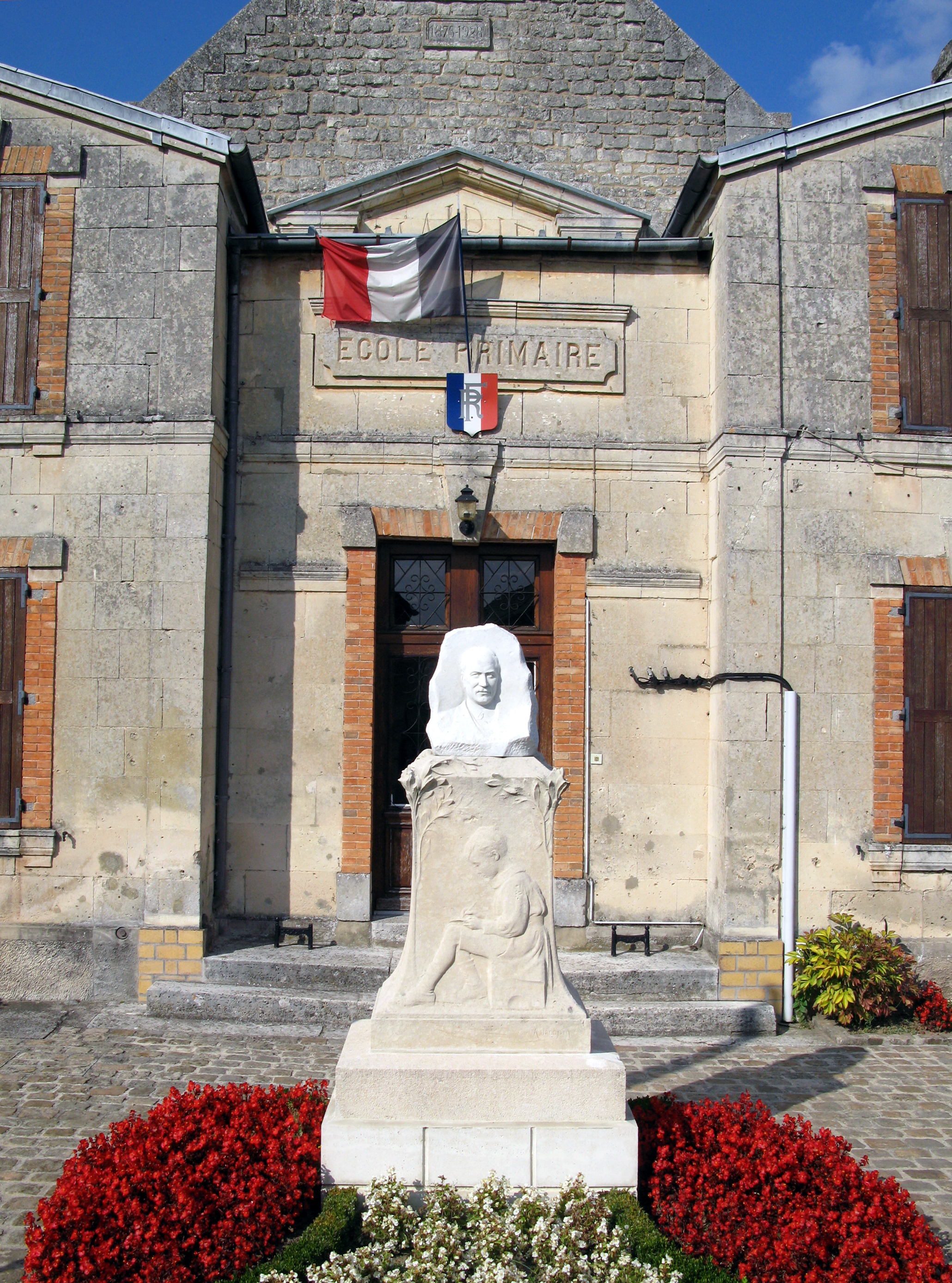
Le buste de l'ancien instituteur et maire, Émile Lupette, surmonte une base dont la face antérieure représente un enfant en train d'écrire.

### Lieux et monuments
- L'Église Saint-Leu, du XIIe siècle, classée Monument historique depuis 1927.
- Achille Jacopin a réalisé le monument commémoratif d'Émile Lupette (1844-1909) à Dampleux en 1910[20]. Émile Lupette fut instituteur, maire de la commune et conseiller général.

## Pour approfondir